# Громадська організація "Центр Громадянських Ініціатив" (ЦЕГРІН)

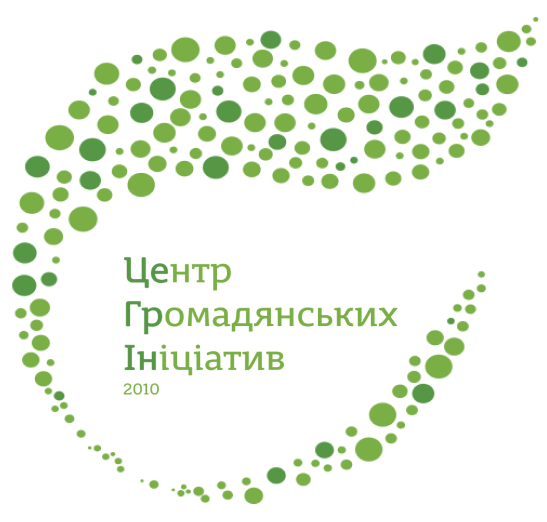
Логотип ГО "ЦЕГРІН"

Громадська організація "Центр Громадянських Ініціатив" (скорочено ГО ЦЕГРІН) - неурядова неприбуткова організація, що об’єднує практиків та змінотворців самоврядування громад, ініціаторів та організаторів суспільних змін.
Діяльність організації спрямована на розвиток політичної освіти в Україні та формування у суспільстві загального бачення векторів поступу територіальних громад, трендів розвитку інституцій місцевого самоврядування, а також сприяння позитивним демократичним процесам у громадянському суспільстві України шляхом залучення якомога більшого кола громадян у процеси управління територіальними громадами та суспільного контролю діяльності місцевого самоврядування та влади України в цілому. Протягом своєї діяльності "ЦЕГРІН" організувала та провела понад 230 різноманітних заходів, в яких взяли участь більше 7000 осіб, включаючи керівників громадських організацій, депутатів, фахівців та очільників місцевого самоврядування.
Місія "ЦЕГРІН" полягає у впровадженні та розвитку самоорганізації через інформування, зв'язок і мотивацію лідерів громадянських ініціатив у громадах.
За 15 років своєї діяльності "ЦЕГРІН" реалізував численні проєкти та ініціативи: 
- Проведено понад 230 заходів, у яких взяли участь понад 7000 осіб. Зокрема це навчальні семінари, форуми та тренінги для керівників громадських організацій, депутатів, фахівців та очільників місцевого самоврядування.
- розроблено 23 політики та нормативно-правові документи;
- здійснено 11 досліджень, включаючи вивчення розуміння безпеки серед людей, які пережили тимчасову окупацію.

З 2022 року в діяльності організації додався безпековий напрямок в рамках якого є розроблені і впроваджені 7 програм з підвищення безпеки в Херсонській міській громаді. Також ми проводили навчання для представників цивільного захисту Запорізької, Чернігівської та Харківської областей.

## Принципи діяльності
1. Забезпечення поваги, авторитету і стратегічного значення ГО «ЦЕГРІН» серед організацій громадянського суспільства, органів державної влади та органів місцевого самоврядування
2. Професійність прийняття рішень та відповідальність
3. Публічність та прозорість
4. Повноцінність та достовірність інформування
5. Соціальна відповідальність та партнерство
6. Незалежність, запобігання конфлікту інтересів та протидія будь-яким проявам корупції.

## Засновники та голови організації
Засновники ГО "ЦЕГРІН":
1. Вінтонів Ігор Павлович
2. Загайний Віталій Анатолійович
3. Загайна Любов Федорівна

Голови ГО "ЦЕГРІН":
2010 – 2012 - Вінтонів Ігор Павлович.
2012 – 2021 - Загайний Віталій .
2021 – 2024 -  Мазан Андрій Васильович.
З 2024 року головою правління Центру громадянських ініціатив є Тарас Зінченко. 

## Російсько-українська війна
Табір волонтерів ГО ЦЕГРІН зібрав представників громадських організацій з метою навчити їх здійснювати волонтерську діяльність в актуальному правовому полі, об’єднувати зусилля з муніципалітетами, акумулювати необхідне фінансування для роботи. Щорічні літні школи місцевого самоврядування мали за мету навчити громади функціонувати у воєнний час, захищатись від дезінформації, працювати з мешканцями, надавати послуги та бути готовими відновлювати свої громади. З 2023 року, ГО ЦЕГРІН, реагуючи на виклики, які постали всередині країни, активно включився у вирішення таких проблематик, як боротьба з корупцією, публічність і прозорість, а також доброчесність громад.
Завдяки широким навчальним програмам ГО ЦЕГРІН забезпечив місцевим чиновникам і членам громади знання та навички, щоб орієнтуватися в складнощах боротьби з корупцією та відкритого управління: від орієнтування донорських можливостей до використання відкритих даних.
Табір волонтерів був реалізований в рамках партнерства із представництвом "Фонду Фрідріха Науманна за Свободу" в Україні.

## Діяльність організації
1. Західна Школа Самоврядування. Перші заходи школи самоврядування, як окремі події, були проведені у лютому та червні 2011 року. Окремою частиною проєкту була “Літня школа самоврядування”, яка була проведена у 2014 році. 
У період між 2011 та 2018 рр, в рамках Західної школи самоврядування, були проведені 9 щорічних семінарів, 12 сезонних шкіл самоврядування, 2 майстерні, 1 місцеву школу самоврядування. За цей період вдалось залучити понад 650 учасників з 18 регіонів країни та напрацювати методики взаємодії між інститутами громадянського суспільства, органами місцевого самоврядування з різних регіонів. Географія заходів проекту включає Дніпропетровську, Київську, Львівську, Миколаївську, Одеську, Сумську області та десятки різних міст проведення. 
Даний проєкт був підтриманий багаторічним партнером – представництвом «Міжнародного фонду імені Фрідріха Науманна за свободу» в Україні.
2. Мережа Вільних Місцевих Політиків. Проєкт реалізується Центром Громадських Ініціатив за підтримки представництва Фонду ім. Фрідріха Науманна за Свободу. Мета - створення дієвої групи місцевих політиків, яка активно впливатиме на формування порядку денного української регіональної та місцевої політики, сприятиме зростанню професіоналізму членів Мережі, пропонуватиме дієві вирішення місцевих проблем. 
3. Проєкт “Доброчесні громади”. Спрямований на формування культури доброчесності серед представників органів місцевого самоврядування та громадського сектору у частині отримання, розподілу та використання гуманітарної допомоги та посилення передумов для громадського моніторингу доброчесності у сфері гуманітарної допомоги та післявоєнній відбудові. В межах проєкту було проведено 16 заходів, в т.ч. 6 дводенних тренінгів, 6 вебінарів, 2 Форуми Коаліції доброчесних громад за участі народних депутатів, представників Кабінету Міністрів України та ін.
Проєкт був підтриманий SACCI Program in Ukraine в рамках проєкту USAID "Підтримка організацій-лідерів у протидії корупції в Україні "ВзаємоДія”.
4. Херсон - безпечна громада. В рамках проєкту було проведено: соціологічне дослідження та глибинне інтерв’ю з метою вивчення сприйняття місцевим населенням питань безпеки, а також проведено глибинні інтерв'ю щодо компонентів безпеки у громаді; проведено аналітику діючих нормативно-правових актів Херсонської громади в напрямку регулювання безпекових компонентів, розроблено дорожні карти (пропозиції) до нормативно-правових актів Херсонської громади щодо покращення безпекової ситуації у громаді. В результаті було розроблено 7 нормативно-правових документів - програм місцевого рівня для регулювання безпеки на рівні громади, проведено 7 інформаційних кампаній. 
Проєкт був підтриманий ІСАР Єднання в рамках конкурсу грантів «Зміцнення спроможностей ОГС брати лідерство у процесах відновлення та розвитку деокупованих територій».
5. «Чотири миті українського студентства». Мета проєкту - сприяти формуванню активної життєвої та суспільно-політичної позиції в представників студентської молоді країни шляхом їх ознайомлення з роллю студентів у національних подіях впродовж останніх 25 років та сучасними формами взаємодії між молоддю та владою. 
Загалом громадською організацією реалізовано понад 250 проєктів з підтримки органів місцевого населення та громадського сектору в Україні.  

## Співпраця
Громадська організація “ЦЕГРІН” активно співпрацює з такими фондами, як:
1. “Фонд Фрідріха Науманна за Свободу в Україні та Білорусі“[12]. Щорічні навчально просвітницькі заходи для представників органів місцевої влади та інститутів громадянського суспільства, що забезпечують підвищення рівня фаховості та обізнаності громадян в побудові системи самоврядування та національних політик.
2. Міжнародний фонд "Відродження"[13].
3. Ініціативний центр сприяння активності та розвитку громадського почину «Єднання» (скор. ІСАР “Єднання“)[14].
4. Всеукраїнська Асоціація об'єднаних територіальних громад[15].
5. Центр з питань захисту цивільного населення в умовах конфлікту CIVIC.
6. SACCI (USAID).